# Brenitz (Sonnewalde)
Brenitz (niedersorbisch Bronice) ist ein Ortsteil der Stadt Sonnewalde im Nordosten des Landkreises Elbe-Elster in Brandenburg. Bis zum 1. Mai 2002 war Brenitz eine eigenständige Gemeinde, die vom Amt Sonnewalde verwaltet wurde.

## Lage
Brenitz liegt in der Niederlausitz, etwa zehn Kilometer nordwestlich der Stadt Finsterwalde und südlich der Rochauer Heide. Umliegende Ortschaften sind Kleinkrausnick im Norden, Zeckerin im Nordosten, Brenitz Ausbau und die Stadt Sonnewalde im Osten und Südosten, Schönewalde im Süden, Friedersdorf im Westen sowie, etwas weiter entfernt, der zur Gemeinde Hohenbucko gehörende Ortsteil Proßmarke im Nordwesten.
Das Dorf liegt an der Landesstraße 703. Ein großer Teil der Gemarkung von Brenitz liegt im Naturschutzgebiet Lehmannsteich, nördlich des Ortes befindet sich der Lugkteich. Westlich von Brenitz führt die Bahnstrecke Berlin–Dresden vorbei, an dieser Strecke hatte Brenitz einen Haltepunkt, der heute nicht mehr betrieben wird.

## Geschichte
Das Dorf Brenitz wurde erstmals am 15. Oktober 1486 als Breßenitz urkundlich erwähnt. Das heutige Ortsgebiet wurde jedoch bereits viel früher besiedelt, was frühgeschichtliche Funde in der Nähe von Brenitz bezeugen. Nach Reinhard E. Fischer ist der Ortsname sorbischer Herkunft und bedeutet Ort, an dem Birken wachsen. Ebenfalls wird hier als Ersterwähnung das Jahr 1477 genannt. Laut Arnošt Muka geht der Ortsname auf den Personennamen Brońa=Bronisław zurück, dieser bedeutet in etwa der Kampfberühmte. Das Dorf gehörte früher zur Standesherrschaft Sonnewalde.
Die slawischen Flurnamen in der Umgebung von Brenitz weisen auf eine frühe Besiedlung slawischer Völker hin. 1622 hatte das Dorf 9 Hufner, 2 Gärtner, 7 Kleinhäusler und einen Hausgenossen. Im Dreißigjährigen Krieg wurde Brenitz stark zerstört. 1818 wohnten in Brenitz bei 24 Feuerstellen 106 Einwohner. Die Topographisch-statistische Übersicht des Regierungsbezirks Frankfurt a. d. O. aus dem Jahr 1844 verzeichnet in Brenitz für dieses Jahr 130 Einwohner in 23 Wohngebäuden. Der Ort war nach Zeckerin eingepfarrt. Zu Brenitz gehörte eine Windmühle. 1867 hatte Brenitz 135 Einwohner. Bis 1911 hieß der Ort Brehnitz.
Beim Wiener Kongress im Jahr 1815 wurden nach der Niederlage des Königreiches Sachsen Gebietsabtretungen an das Königreich Preußen beschlossen, die auch die Gemeinde Brenitz betrafen. Seitdem gehörte die Gemeinde zum neu gegründeten Landkreis Luckau im Regierungsbezirk Frankfurt in der preußischen Provinz Brandenburg. Bei der DDR-Kreisreform am 25. Juli 1952 wurde der Landkreis Luckau in Kreis Luckau umbenannt und stark verkleinert, Brenitz gehörte daraufhin zum Kreis Finsterwalde im Bezirk Cottbus. Nach der Wende lag die Gemeinde zunächst im Landkreis Finsterwalde. Nach der Kreisreform 1993 wurde Brenitz dem Landkreis Elbe-Elster zugeordnet und dort vom Amt Sonnewalde verwaltet. Am 1. Mai 2002 wurde Brenitz nach Sonnewalde eingemeindet. Das Amt Sonnewalde wurde mit Wirkung zum 26. Oktober 2003 aufgelöst.

## Einwohnerentwicklung
| 1875 | 157 | 1939 | 194 | 1981 | 186 |
| 1890 | 169 | 1946 | 278 | 1985 | 189 |
| 1910 | 213 | 1950 | 293 | 1989 | 225 |
| 1925 | 225 | 1964 | 203 | 1995 | 223 |
| 1933 | 211 | 1971 | 204 | 2001 | 201 |